# EUball
EUball (European Unionball) — второстепенный персонаж Countryballs.

## Образ

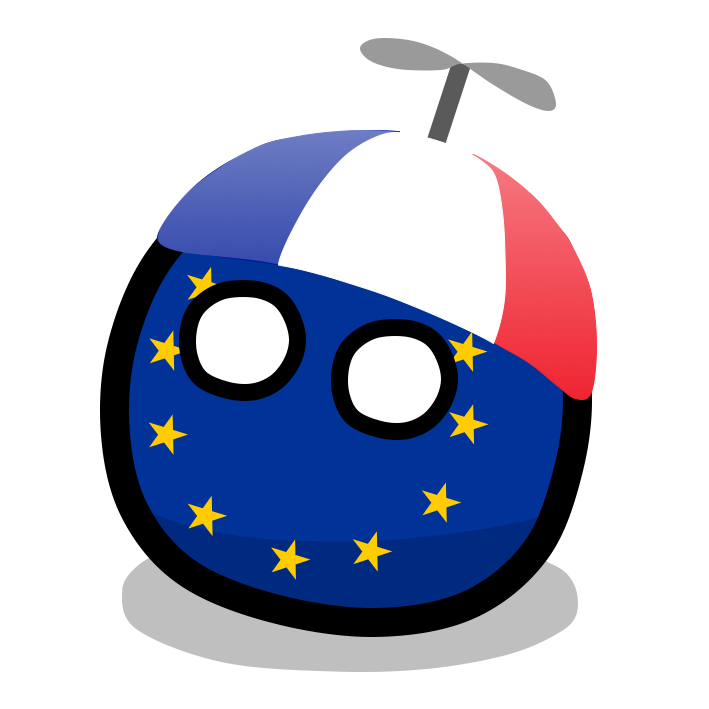
EUball в французской шляпе

Европейский союз часто представляется в контексте «ребёнка», не имеющего определённого мнения и находящегося под сильным, можно сказать, патерналистским влиянием Германии. Вся картина представляет собой семью, метафорически относящуюся к отношениям в Европе, где Германия и Франция (пусть и как более слабый партнёр, то есть стереотипно воспринимаемый более слабый женский пол), являются «родителями» Европейского союза.
Семейная метафора формируется в основном в эмоциях, передаваемых глазами персонажей, предполагающих разные мнения об обучении ребёнка (Европейском союзе) двух «родителей» — матери Франции и отца Германии. Кроме того, Европейский союз, по сравнению с его родителями, обычно рисуют меньше в размерах, что также подтверждает тезис об обширной семейной метафоре. Повторяется и подчеркиваёмое разными авторами комиксов предположение, согласно которому Евросоюз и Германия являются тесно связанными образованиями, реализующими идею лидерства на европейском континенте.

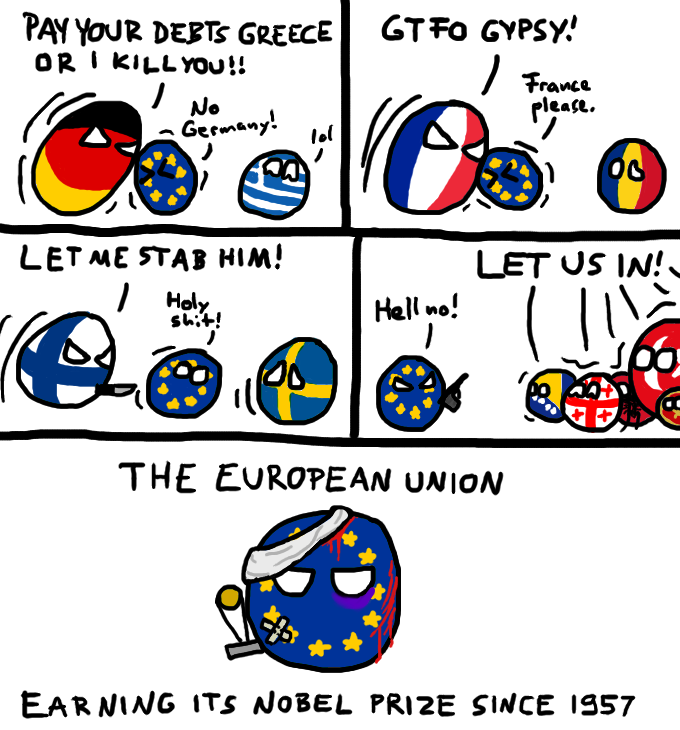
Комикс на тему получения Европейским союзом Нобелевской премии мира в 2012 году

В 2012 году Евросоюзу была присуждена Нобелевская премия мира. Это событие получило освещение в комиксах Countryballs. На одном из примеров комиксов показано, что Европейский союз «действительно заслужил Нобелевскую премию мира», ожидая её получения с 1957 года.